# Stephanie McCaffrey
Stephanie McCaffrey (* 18. Februar 1993 in Winchester, Massachusetts) ist eine ehemalige US-amerikanische Fußballspielerin.

## Werdegang

### Verein
Während ihres Studiums am Boston College lief McCaffrey von 2011 bis 2014 für das dortige Hochschulteam der Boston College Eagles auf. Parallel dazu spielte sie ab 2013 für den WPSL-Teilnehmer Boston Breakers College Academy, eines von zwei Farmteams der NWSL-Franchise der Boston Breakers, und erzielte dort in zwei Spielzeiten 23 Tore.
Anfang 2015 wurde McCaffrey beim College-Draft der NWSL in der ersten Runde an Position fünf von den Chicago Red Stars verpflichtet, jedoch umgehend im Tausch für zwei spätere Draftpicks zu den Boston Breakers transferiert. Ihr Ligadebüt gab sie am 11. April 2015 im Auswärtsspiel gegen den Portland Thorns FC. In diesem Spiel, einer 1:4-Niederlage, erzielte sie zudem ihren ersten Treffer in der NWSL.
im Juli 2016 wechselte McCaffery zum Ligarivalen Chicago Red Stars. Nach der Saison 2018, in der sie lediglich zu zwei Kurzeinsätzen gekommen war, beendete sie aufgrund anhaltender gesundheitlicher Probleme ihre Profikarriere.

### Nationalmannschaft
McCaffrey wurde im Mai 2014 erstmals zu einem Trainingslager der US-amerikanischen U-23-Auswahl berufen und debütierte schließlich während des Sechs-Nationen-Turniers in La Manga im Februar 2015. Bereits im Januar 2015 war sie zudem von Jill Ellis als Nachrückerin zu einem Trainingslager der US-amerikanischen A-Nationalmannschaft eingeladen worden.
Am 25. Oktober 2015 debütierte sie beim 3:1-Sieg gegen Brasilien in der A-Nationalmannschaft und erzielte dabei in der Nachspielzeit das Tor zum 3:1.
Sie gehörte zum Kader für das Qualifikationsturnier für die Olympischen Sommerspiele 2016, das die USA gewannen. Dabei kam sie aber nur beim 10:0 im letzten Gruppenspiel gegen Puerto Rico zum Einsatz als einige Stammspielerinnen geschont wurden.